# Ruhrområdet

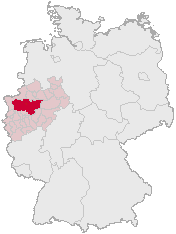
Ruhrområdets (rött) läge i Nordrhein-Westfalen (ljusrött) och Tyskland.

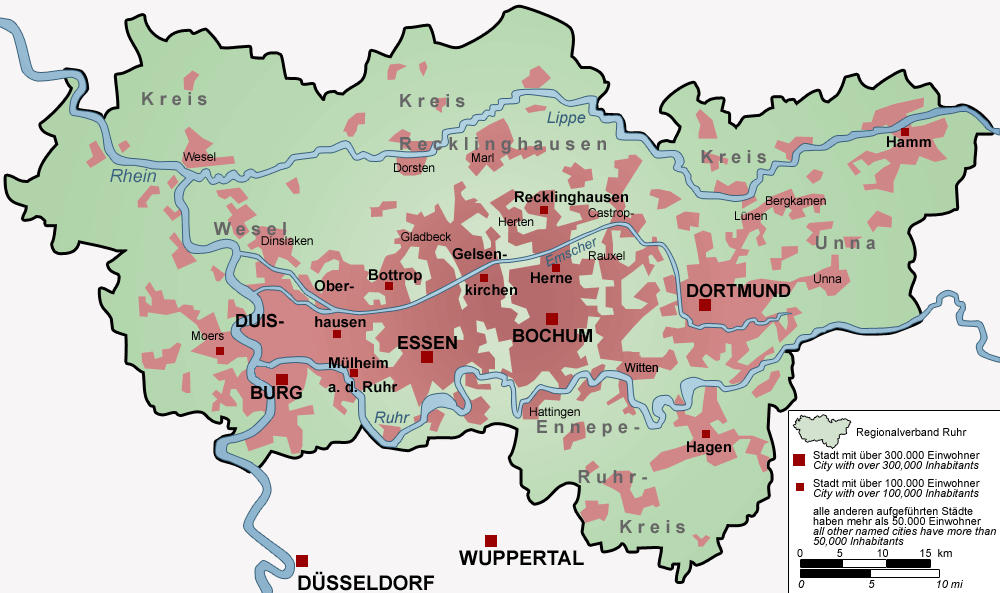
Städer i och nära Ruhrområdet.

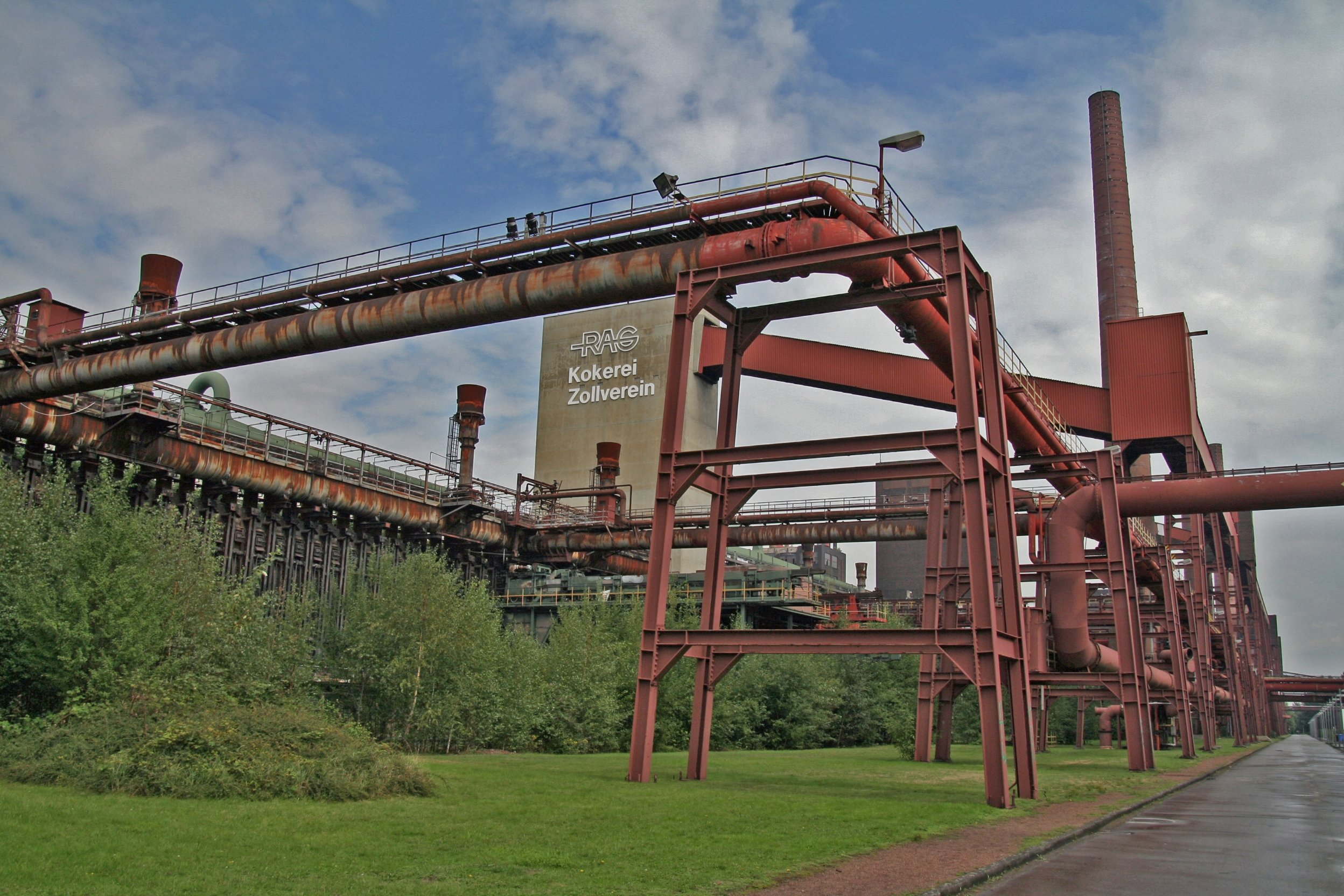
Den tidigare kolgruvan Zeche Zollverein i Essen, sedan 2001 ett världsarv.

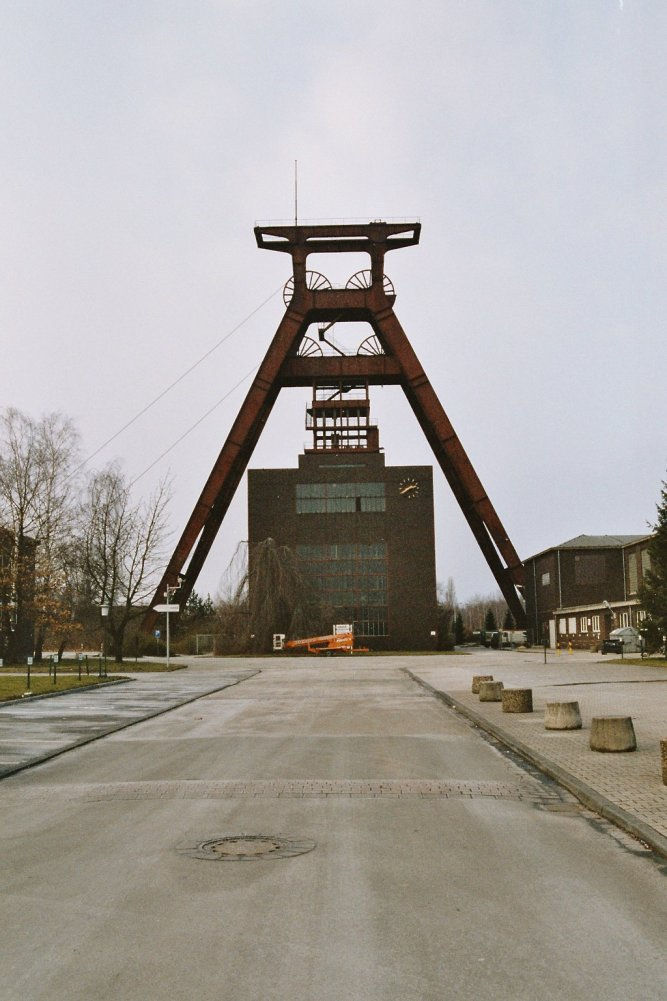
Uppfordringsverket vid gruvan Zeche Pluto i Wanne-Eickel, Herne.

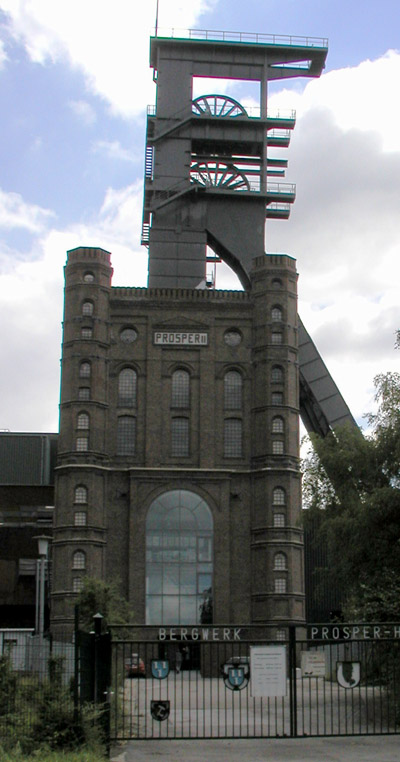
Gruvan Prosper Haniel med sitt uppfordringsverk i Bottrop.

Ruhr eller Ruhrområdet (tyska: Ruhrgebiet, vardagligt även Revier, Kohlenpott, Ruhrpott eller Pott) är ett storstads- och industriområde i den tyska delstaten Nordrhein-Westfalen.
Med en areal på ca 4 400 kvadratkilometer och folkmängd på drygt fem miljoner (2019) är det den största agglomerationen i Tyskland och femte största i Europa. Ruhrområdet utgörs av flera stora industristäder kring floderna Ruhr (i syd), Lippe (i nord) och Rhen (i väst). Ruhrområdet gränsar i sydväst till Bergisches Land och ingår i Rhen-Ruhr-regionen med över 12 miljoner invånare.
Ruhrgebiet är ingen officiell administrativ beteckning. Områdets gränser är inte exakt fastställda. I allmänhet brukar dock gränserna från det 1920 bildade Siedlungsverband Ruhrkohlenbezirk, dagens Regionalverband Ruhr (RVR), användas. I RVR ingår de kretsfria städerna Bochum, Bottrop, Dortmund, Duisburg, Essen, Gelsenkirchen, Hagen, Hamm, Herne, Mülheim an der Ruhr och Oberhausen, samt landsbygdsdistrikten Kreis Recklinghausen, Kreis Unna, Kreis Wesel och Ennepe-Ruhr-Kreis.
Städerna i västra Ruhrområdet, däribland Duisburg och Essen, ligger i det historiska landskapet Rhenlandet, medan östra Ruhr, med bland annat Gelsenkirchen, Bochum, Dortmund och Hamm, ingick i Westfalen. Sedan 1800-talet har distrikten och städerna vuxit samman till ett stort komplex med omfattande industrilandskap, befolkat av 7,3 miljoner människor (inklusive Düsseldorf och Wuppertal).

## Historia

### Framväxt
Gruvverksamheten gjorde att traktens småstäder växte enormt under 1800-talets industriella revolution. I hela Ruhrområdet ökade folkmängden och en stor immigration från bland annat Polen ägde rum. Stora stålkoncerner som Krupp växte fram och Ruhrområdet blev hela Tysklands industricentrum. Ur gruvnäringen växte en stor verkstadsindustri fram med företag som Mannesmann, Demag, Thyssen och redan nämnda Krupp. Förutom stålet i sig, var tillgången till stenkol oerhört viktig för stålframställningen och för energitillgången.

### Frankrikes ockupation under mellankrigstiden
Efter att Versaillesfreden slutits 1919 efter första världskriget, ålades Tyskland att betala ett stort krigsskadestånd till segrarmakterna Belgien, Frankrike och Storbritannien samt att demilitarisera området väster om Rhenfloden. Mellankrigstyskland drabbades av en hårt ansträngd ekonomi, förvärrad genom hyperinflation, vilket gjorde fransmännen och belgarna missnöjda då inbetalningarna uteblev. Ruhrområdet hade under första världskriget varit Tysklands främsta vapensmedja tack vare stålframställningen och kolgruvorna samt inte minst vapentillverkaren Krupp i Essen. För att säkerställa att skadeståndet kom fram, gick franska och belgiska styrkor in i Ruhrområdet den 11 januari 1923 på order av den franske premiärministern Raymond Poincaré.
Ockupationen utlöste en våg av strejker och sabotagedåd riktade mot den fransk-belgiska ockupationsarmén. Industriproduktionen stördes eller slogs ut när järnvägsarbetare, kolgruvearbetare och andra vägrade arbeta åt ockupationsmakterna. I sin tur ledde detta till upplopp riktade mot fransmännen och belgarna, och ockupationsmakterna tvingades till drastiska åtgärder såsom förvisning ur Ruhrområdet och andra straff. De miljoner arbetare som gick ut i strejk fick sin lön garanterad av staten vilket var en viktig anledning till att hyperinflationen i Tyskland var som värst 1923–1924. 
För att undvika en fullständig finansiell kollaps i Tyskland gick USA in för att medla. Detta ledde till att Dawesplanen lades fram 1924 och innebar att det skadestånd som 1919 års fredsavtal ålade Tyskland att betala omförhandlades och att USA gick in med investeringar i den tyska ekonomin. Internationellt sett ledde ockupationen till en våg av sympatier för Tyskland – främst i de anglosaxiska länderna, där man såg fransmännens ockupation som ett uttryck för girig utsugning av ett redan sargat land.
Ockupationen av Ruhrområdet och Rhenlandet upphörde först i juli månad 1925, samtidigt som den tyska ekonomin var på bättringsväg igen.

### Andra världskriget
Ruhrområdets betydelse för den tyska upprustnings- och krigsindustrin gjorde området till en av de allierades viktigaste anfallspunkter för att förstöra den tyska krigsinfrastrukturen. Under 1944 intensifierades bombningarna och stor förstörelse skedde bland annat på Kruppverken i Essen. Under andra världskriget kom tusentals tvångsarbetare till Ruhrområdet.

### De allierades ockupation
De allierade kom överens om att utverka skadestånd från Tyskland genom att beslagta landets produktionsmedel i stället för andelar av produktionen. Nedmontering av industrianläggningar genomfördes 1945–1951 (med ett längre uppehåll). Under 1949 ledde nedmonteringen av tysk industri till omfattande protester i Ruhrområdet.
Från 1949 till 1951 var Ruhrområdet underställt Internationella myndigheten för Ruhr, något som tyskarna tvingats gå med på för att Västtyskland skulle få bildas. Myndigheten tillsåg att produktionsbegränsningarna följdes (tak på stålproduktion bland annat), satte priser (under världsmarknadspriser) på stål och kolproduktionen och tillsåg att en stor del av produktionen exporterades i stället för att nyttjas i Tyskland. Internationella myndigheten för Ruhr ersattes 1952 av Europeiska kol- och stålgemenskapen.

### Sinande gruvor och omstrukturering
Från 1960-talet och framåt har gruvorna i Ruhrområdet sinat och istället har man försökt rikta in sig på verkstadsindustri. I Bochum ersattes gruvorna bland annat av en Opel-fabrik, men omstruktureringarna har varit svåra för Ruhr som under så lång tid helt dominerats av kol- och stålindustrin.

## Ekonomi och näringsliv
Ruhr har stora problem med hög arbetslöshet sedan gruvindustrin lagts ner och gamla strukturer gör det svårt för nya satsningar. Den gamla bilden av Ruhrområdet med dess stora industrimoln och dimma orsakad av luftföroreningar har försvunnit och man satsar idag stora resurser på att förvandla området till att bli ett turistresmål och öka antalet anställda i tjänstesektorn. Gamla gruvor har gjorts om till museer och gruvområden blivit äventyrscentra. Samtidigt byggs nya stora huvudkontor och affärskomplex.
Flera storföretag har sina huvudkontor i Ruhrområdet: ThyssenKrupp, Degussa, RAG Aktiengesellschaft har fortfarande sina huvudkontor och största produktionsorter här. Idag är bara omkring 8,9 procent av de anställda verksamma inom tillverkningssektorn – tjänsteverksamheten har helt tagit överhanden. Stora företag inom tjänstesektorn som RWE och Eon AG inom energi och vatten och handelsbolag som Aldi och KarstadtQuelle har stora verksamheter här. Logistik är också en stor verksamhet här genom områdets väl utbyggda infrastruktur.

## Sport

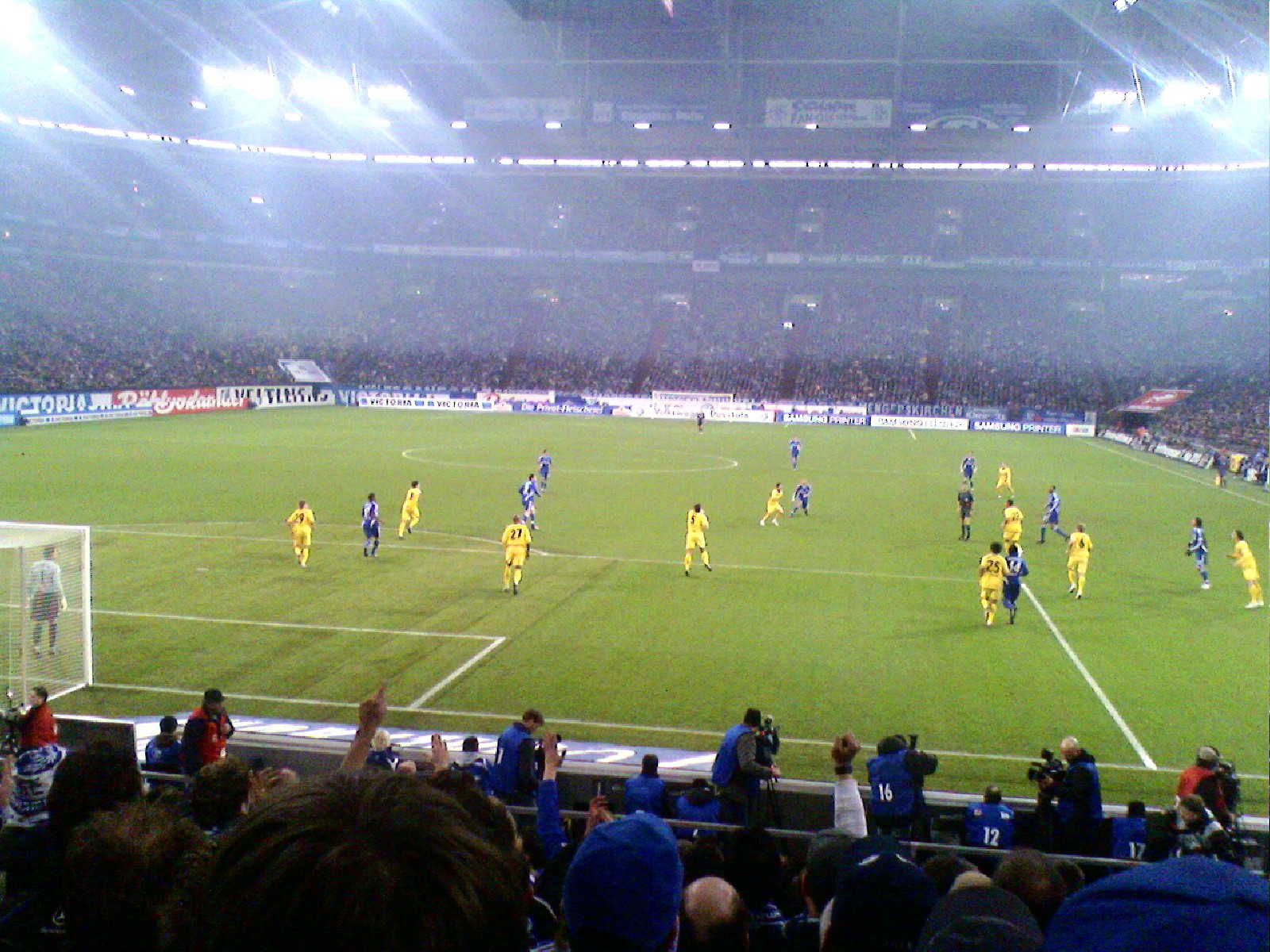
Borussia Dortmund mot Schalke i Bundesliga.

Ruhrområdet är ett av Tysklands och Europas största fotbollsfästen med en rad kända lag som firat stora framgångar och med enorm förankring i respektive stad. Fotbollens betydelse för människorna, inte minst historiskt, är mycket stor i Ruhr. Arbetarprägeln, främst genom gruvorna, var tidigare högst påtaglig med många av lagens spelare som gamla gruvarbetare. Sedan 1960-talets nedläggningar har bilden förändrats, men fortfarande lever myterna och legenden kvar.
De många Ruhrderbyna underlättas av områdets kompakthet där städerna ligger tätt och ofta är sammanvuxna. Ruhrområdet bär stora likheter med den bild man har av den engelska fotbollen och dess bakgrund. Många tyska storspelare har haft en tuff uppväxtmiljö som Straßenfußballer ("gatufotbollsspelare") i Ruhr, bland andra Fritz Szepan, Reinhard Libuda och Olaf Thon.
Klassiska lag från Ruhr som idag spelar i Bundesliga är Borussia Dortmund och FC Schalke 04 (Gelsenkirchen) Fortuna Düsseldorf . Andra klassiska lag i Ruhr är VfL Bochum, MSV Duisburg, Rot-Weiss Essen, Sportfreunde Katernberg (Essen), Rot-Weiss Oberhausen, SG Wattenscheid 09 (Bochum), Westfalia Herne och SV Sodingen (Herne), Hammer Spielvereinigung, Spielvereinigung Erkenschwick och Hamborn 07 (Duisburg).

## Kulturhuvudstadsåret 2010
Staden Essen var tillsammans med hela Ruhrområdet en av Europas kulturhuvudstäder året 2010. RUHR.2010 var organisationen som ansvarade för kulturprogrammet under hela året i områdets 53 städer och kommuner. Kulturåret öppnades officiellt den 9 januari i Essen. 
Ett speciellt projekt var Still-Leben Ruhrschnellweg, där A 40, huvudmotorvägen som går genom hela Ruhrområdet, lades ner för en dag (18 juni) och världens längsta bord byggdes upp. Deltagarna hyrde ett av 20 000 bord och bidrog med sitt eget (vardags)kulturprogram.